# Nelleke Penninx
Petronella Wilhelmina Cornelia (Nelleke) Penninx (Loosdrecht, 14 september 1971), is een voormalige Nederlandse roeister. Ze nam tweemaal deel aan de Olympische Spelen en won hierbij één medaille.

## Levensloop
In 1996 maakte ze haar olympische debuut bij de Olympische Spelen van Atlanta op het onderdeel dubbel-vier. Met een tijd van 6.35,54 moest ze genoegen nemen met een zesde plaats. Vier jaar later ging het haar beter af op de Olympische Spelen van Sydney. Ditmaal maakte ze onderdeel uit van de vrouwenacht en plaatste ze zich in de finale, waarbij ze met 6.09,39 het zilver veroverde. Het goud ging naar de Roemeense roeiploeg, die in 6.06,44 over de finish kwam.
In haar actieve tijd was ze aangesloten bij N.S.R.V. Phocas in Nijmegen. Ze studeerde af in stedelijke en landelijke planologie.

## Palmares

### roeien (dubbel-vier)
- 1995:  WK in Tampere - 6.43,22
- 1996: 6e OS in Atlanta - 6.35,54
- 1997: 6e Wereldbeker I in München - 7.37,09
- 1997: 7e Wereldbeker III in Luzern - 6.30,55
- 1997: 7e WK in Aiguebelette - 6.48,37

### roeien (vier zonder stuurvrouw)
- 1998:  WK in Keulen - 6.32,73

### roeien (acht met stuurvrouw)
- 1999:  Wereldbeker I in Hazewinkel - 6.28,83
- 1999:  Wereldbeker III in Luzern - 6.04,20
- 1999: 4e WK in St. Catharines - 6.55,57
- 2000:  Wereldbeker I in München - 6.33,93
- 2000: 4e Wereldbeker III in Luzern - 6.15,13
- 2000:  OS in Sydney - 6.09,39

Irene Eijs · 
Meike van Driel · 
Nelleke Penninx · 
Eeke van Nes
Anneke Venema · 
Carin ter Beek · 
Nelleke Penninx · 
Pieta van Dishoeck · 
Eeke van Nes · 
Tessa Appeldoorn · 
Marieke Westerhof · 
Elien Meijer · 
Martijntje Quik (stuurvrouw)
- International Standard Name Identifier: 0000 0003 9553 1746
- Nederlandse Thesaurus van Auteursnamen: 324538979
- Virtual International Authority File: 290253159
- WorldCat: E39PBJm96XWmdkRP6k6gCyhCQq